# Радикулопатия
Радикулопатия (истор. Корешко́вый синдро́м) — невралгический синдром, возникающий в результате сдавливания спинномозговых корешков. Радикулопатия в основном проявляется в виде болей в совершенно разных местах: в шее, конечностях, пояснице, в области внутренних органов. Основной причиной радикулопатии является грыжа.
Диагностируется по наличию клинических симптомов, обнаружении сдавливания корешков с помощью МРТ и КТ. Существует множество способов лечения: лечебная гимнастика, физиотерапия, различные лекарственные препараты и хирургические операции.

## Симптомы
Радикулопатия вызывает следующий ряд симптомов:
- Стреляющая, прокалывающая, реже жгучая боль в зоне иннервации поражённого корешка;
- Уменьшение чувствительности в зоне иннервации поражённого корешка;
- Слабость в мышцах, иннервируемых поражённым корешком;
- Боль во время сна может сопровождаться покраснением и отёком кожи, повышенной потливостью;
- Усиление боли при кашле и чихании, особенно в вертикальном положении;
- Усиление боли при движении, поднятии тяжестей.

| Поражённый корешок | Иррадиация боли                                                                                           | Расстройства чувствительности                                                    | Мышечная слабость                                             | Изменённый рефлекс    |
| ------------------ | --- | -------------------------------------------------------------------------------- | ------------------------------------------------------------- | --------------------- |
| LI                 | Паховая область                                                                                           | Паховая область                                                                  | Сгибание бедра                                                | Кремастерный          |
| LII                | Паховая область, передняя поверхность бедра                                                               | Передняя поверхность бедра                                                       | Сгибание бедра, приведение бедра                              | Аддукторный           |
| LIII               | Передняя поверхность бедра, коленный сустав                                                               | Дистальные отделы переднемедиальной поверхности бедра, область коленного сустава | Разгибание голени, сгибание и приведение бедра                | Коленный, аддукторный |
| LIV                | Передняя поверхность бедра, медиальная поверхность голени                                                 | Медиальная поверхность голени                                                    | Разгибание голени, сгибание и приведение бедра                | Коленный              |
| LV                 | Заднелатеральная поверхность бедра, латеральная поверхность голени, медиальный край стопы до I–II пальцев | Латеральная поверхность голени, тыльная поверхность стопы, I–II пальцы           | Тыльное сгибание стопы и большого пальца, разгибание бедра    | Нет                   |
| SI                 | Задняя поверхность бедра и голени, латеральный край стопы                                                 | Заднелатеральная поверхность голени, латеральный край стопы                      | Подошвенное сгибание стопы и пальцев, сгибание голени и бедра | Ахиллов               |

## Патогенез
Патогенез радикулопатии представляет собой комплексное взаимодействие воспалительных, иммунологических и компрессионных механизмов. Основной компрессионной причиной радикулопатии служит грыжа и прочие заболевания межпозвонковых дисков, такие как остеохондроз, перелом позвоночника, спондилолиз — они и инициируют развитие радикулопатии. После аномального сдавливания корешка, иммунная система запускает воспалительные процессы, так как происходит контакт двух чужеродных тканей — межпозвоночного диска и периневральной ткани, которые в здоровом организме никаким образом не контактируют. Итогом воспаления является:
- Раздражение нервных волокон;
- Нарушение микроциркуляции;
- Интра- и экстраневральный отёк;
- Блокада корешков;
- Дегенерация аксонов;
- Повреждение шванновских клеток.

Радикулопатию разделяют на несколько типов, в зависимости от поражённых корешков. Выделяют шейную, пояснично-крестцовую, и грудную радикулопатию. Методы диагностики и лечения могут разнится в зависимости от типа радикулопатии.

## Диагностика
Радикулопатия в первую очередь диагностируется по наличию характерных признаков: боль с характерным раздражением корешков и хотя бы один неврологический симптом, указывающий на дисфункцию корешка. Стандартный инструментальный метод диагностики радикулопатии включает в себя рентгенографию и магнитно-резонансную томографию.
Также существуют специфические нейрофизиологические методы диагностики радикулопатии: игольчатая электромиография, исследования моторных и сенсорных нервов, исследования F-волн и H-рефлексов. Данные виды исследований эффективнее проводить комплексно. Они могут подтвердить, но не исключить наличие радикулопатии.
Игольчатая электромиография
Игольчатая электромиография позволяет выявить денервацию в соответствующем миотоме. К признакам денервации относят усиление активности во время введения электрода и спонтанную активность мышечных волокон. Сначала появляется усиления активности во время введения электрода, за которым следуют потенциалы фибрилляций (ПФ), затем положительные острые волны (ПОВ). Возникновение ПФ свидетельствует о нестабильности мембран денервированных мышечных волокон.
Для развития изменений в мембране мышечного волокна, приводящих к генерации ПФ, требуется сочетание следующих факторов: повреждения аксона и достаточное время от момента повреждения. Появление ПФ наступает тем ранее, чем дистальнее поражен нерв.
Исследование проводящей функции нервов
Проводится электрическая стимуляция нерва в нескольких точках с регистрацией ответа с 1 из иннервируемых нервом мышцы. Ответ регистрируется с наиболее дистальной мышцы, что позволяет исследовать нерв на большей протяженности. При исследовании моторных волокон оцениваются амплитуда М-ответа и скорость распространения возбуждения по нерву. Скорость распространения возбуждения зависит от сохранности миелиновой оболочки нерва, повреждение которой приводит к замедлению скорости проведения импульса по нерву. Повреждение миелина можно выявить только между 2 точками стимуляции нерва, из-за чего повреждение миелина корешка не может быть обнаружено при исследовании проводимости нерва. Выявление замедления скорости распространения возбуждения свидетельствует о поражении нерва, что не исключает и поражение спинномозгового корешка.
Исследование F-волн
Отсутствие миелиновой оболочки спинномозгового корешка можно подтвердить с помощью исследования F-волн. Основными параметрами F-волн, изменяющиеся при радикулопатии, являются процент регистрации F-волн, латентность F-волн и их минимальная и максимальная разница — у 76 % больных радикулопатией выявлено большая разница минимума и максимума латентности. Возникновение F-волн возможно благодаря электрическому импульсу, проходящий по моторным волокнам к телам мотонейронов, чьи аксоны формируют исследуемый нерв, и возвращение по двигательным волокнам к мышце. Электрический импульс 2 раза проходит по поврежденному спинномозговому корешку, что увеличивает возможность выявить признаки радикулопатии.
Данный метод имеет ряд ограничений и недостатков. Каждый нерв формируется несколькими корешками, следовательно, повреждение только одного может не повлиять на результаты исследования. Также эти волны часто остаются неизменёнными у пациентов с радикулопатией.
Исследование H-рефлексов
Увеличение латентности или снижение амплитуды H-рефлекса иногда связывают с радикулопатией. Этот вид исследования может подтвердить радикулопатию до развития денервационных и реиннервационных изменений в мышцах. При радикулопатии отсутствие Н-рефлекса или асимметричное снижение амплитуды может быть обнаружено в 80–89 % подтвержденных хирургически или миелографически случаев. При радикулопатии снижение амплитуды Н-рефлекса возникает раньше, чем увеличение латентности H-рефлекса.

## Лечение
Существует множество методов лечения радикулопатии, которые обычно применяют комплексно для достижения лучших результатов. Лечение радикулопатии делят на консервативное и хирургическое. Во всех комплексах консервативного лечения присутствует лечебная гимнастика и физиотерапия. В краткосрочной перспективе консервативное и хирургическое лечение не отличаются эффективностью, но в долгосрочной при дискэктомии есть шанс возвращения и даже усиления боли. Рецидив боли плохо поддаётся лечению, и чаще всего обрекает больного на пожизненный приём анальгетиков.
Комплекс витаминов группы B
Комплекс витаминов группы B способны активировать регенерацию периферических нервов и тормозить прохождение болевых импульсов на уровне таламуса, усиливать действие норадреналина, серотонина и также могут создавать условия для более успешного восстановления нервных волокон. Но эффективность всех указанных эффектов разнится от пациента к пациенту. В основном эффективность зависит от локализации компрессированных спинномозговых корешков.
Лекарственные препараты и блокады
При скелетно-мышечных источниках боли назначают антиконвульсанты, анестетики, глюкокортикоиды для снижения боли и общего функционального улучшения состояния. Также доказана высокая эффективность нестероидных противовоспалительных препаратов и миорелаксантов путём трансфораминальных или эпидуральных блокад. Помимо блокад применяют малоинвазивные пункционные методы — лазерная вапоризация и холодноплазменная абляция. Эффективность лазерной вапоризации при повреждении поясничных корешков составляет 95,7 %.
При долгом хроническом болевом синдроме радикулопатии применяются психотропные препараты из разряда антидепрессантов. Они эффективно удаляют хронические боли, но имеют ярко выраженные побочные эффекты, такие как:
- Сонливость;
- Потеря координации;
- Повышение артериального давления;
- Задержка мочи;
- Синдром отмены.

Из-за сильных побочных эффектов могут применять более безопасные антидепрессанты из группы селективных ингибиторов обратного захвата серотонина, таких как эсциталопрам, не вызывающий вышеуказанные побочные эффекты.
Транскраниальная магнитная стимуляционная терапия
Существует магнитная терапия лечения радикулопатии. Данная терапия повышает эффективность комплексного лечения хронической пояснично-крестцовой радикулопатии, уменьшает число обострений и предотвращает развитие болезни.
Хирургическое лечение радикулопатии
При неэффективности консервативного лечения прибегают к хирургическому лечению. Существует множество тактик операции радикулопатии и подобных межпозвонковых заболеваний, эффективность которых зависит от поражённых корешков, особенностей организма человека и профессиональности врачей.
Один из способов хирургического лечения — дискэктомия. Удаление больного диска может оказаться эффективным лечением радикулопатии, но при этом возможен рецидив развития болезни — «постдискэктомический синдром». Очень плохо поддаётся лечению, в связи с чем больным придётся пожизненно принимать анальгетики для устранения боли.
Больным с пояснично-крестцовой радикулопатией показаны операции с использованием минимальных доступов, не нарушающих в значительной степени стабильность поражённых корешков позвоночника, и ликвидирующих только локальные компрессии. 
| Характер патологических изменений         | Методы декомпресии               | Способы инструментальной фиксации и костной пластики                                         |
| ----------------------------------------- | -------------------------------- | -------------------------------------------------------------------------------------------- |
| Латеральный стеноз                        | интерламинэктомия, фасетэктомия, | не требуется                                                                                 |
| Секвестрированная грыжа диска             | истмотомия, фенестрация          | не требуется                                                                                 |
| Центральный стеноз                        | ламинэктомия, фасетэктомия       | заднебоковой, задний межтеловой спондилодез                                                  |
| Срединная грыжа диска                     | ламинэктомия, фасетэктомия       | транспедикулярная или ламинарная фиксация; заднебоковой или задний межтеловой спондилодез    |
| Сегментарная гипермобильность             | не требуется                     | транспедикулярная фиксация                                                                   |
| Сегментарная нестабильность               | не требуется                     | транспедикулярная фиксация; заднебоковой или задний межтеловой спондилодез; спондилодез 360° |
| Деформация позвоночника с его дисбалансом | не требуется                     | транспедикулярная или ламинарная фиксация; заднебоковой или задний межтеловой спондилодез    |

### Комментарии
1. ↑  Например, в паравертебральной мускулатуре ПФ появляются через 7 дней после поражения корешка. В мышцах конечностей они часто возникают не ранее чем через 2 недели, а у некоторых пациентов через 4–6 недель. В связи с этим игольчатая электромиография пациентам с предполагаемой компрессией спинномозгового корешка должна проводиться не раньше 3 недель после начала заболевания
2. ↑  М-ответ является следствием алгебраической суммации потенциалов всех мышечных волокон исследуемой мышцы, и снижение его амплитуды при радикулопатии отражает уменьшение числа мышечных волокон, участвующих в генерации М-ответа, вследствие нарушения проведения по части аксонов на уровне пораженного корешка.
3. ↑  F-волна или F-ответ — вызванный непрямой супрамаксимальной стимуляцией нерва ответ мышцы, возникающий через десятки миллисекунд после М-ответа.
4. ↑  Нормальная частота регистрации F-волн зависит от мышцы. Частота регистрации мышцы, отводящий большой палец кисти и стопы обычно превышают 80 %, в то время как для короткого разгибателя пальцев нормой является частота 30–40 %.
5. ↑  H-рефлекс, как и F-волна относится к поздним ответами. H-рефлекс состоит из быстроппроводящих Ia волокон, пройдя по которым импульс переключается на мотонейроны переднего рога. H-рефлекс очень схож с сухожильным рефлексом растяжения мышц.
6. ↑  Данные препараты вызывают множество побочных эффектов, и их применение зависит от организма больного и особенностей развития болезни.

### Сноски
1. 1 2 3 4  Дискогенная пояснично-крестцовая радикулопатия. Дата обращения: 19 марта 2021. Архивировано 9 августа 2021 года.
2. 1 2 3 4  Диагностика и лечение вертеброгенной пояснично-крестцовой радикулопатии. Дата обращения: 19 марта 2021. Архивировано 10 августа 2021 года.
3. 1 2 3 4 5 6 7  Рогожин А.а, Девликамова Ф.и. Электромиография в диагностике радикулопатий // Нервно-мышечные болезни. — 2013. — Вып. 2. — С. 28–34. — ISSN 2222-8721. Архивировано 9 августа 2021 года.
4. 1 2 3 4 5 6  Баринов А.н. Лечение радикулопатий // Медицинский совет. — 2014. — Вып. 5. — С. 50–59. — ISSN 2079-7028. Архивировано 10 августа 2021 года.
5. ↑  Авдей Г.м, Кулеш С.д, Радилович Н.п, Голяк Л.в, Стецкевич Ю.в. Клиническая эффективность некоторых методов физиотерапии в лечении пациентов с дискогенной радикулопатией // Медицинские новости. — 2018. — Вып. 3 (282). — С. 44–46. — ISSN 2076-4812. Архивировано 10 августа 2021 года.
6. ↑  Иванова М.а, Парфенов В.а, Исайкин Алексей Иванович. Консервативное лечение пациентов с дискогенной пояснично-крестцовой радикулопатией (результаты проспективного наблюдения) // Неврология, нейропсихиатрия, психосоматика. — 2018. — Т. 10, вып. 3. — С. 59–65. — ISSN 2074-2711. Архивировано 10 августа 2021 года.
7. ↑  Горбунов А.в, Кошкарева З.в, Животенко А.п, Потапов В.э, Скляренко О.в. ЭФФЕКТИВНОСТЬ ЛАЗЕРНОЙ ВАПОРИЗАЦИИ ПРИ ЛЕЧЕНИИ МЕЖПОЗВОНКОВЫХ ГРЫЖ ПОЯСНИЧНОГО ОТДЕЛА ПОЗВОНОЧНИКА // Acta Biomedica Scientifica. — 2020. — Т. 5, вып. 2. — С. 43–48. — ISSN 2541-9420. Архивировано 11 августа 2021 года.
8. ↑  Баттакова Ш.б, Кожахметова К.м, Балтаева Ж.е. Транскраниальная магнитная стимуляционная терапия в реабилитации больных с хронической пояснично-крестцовой радикулопатией у шахтеров-угольщиков // Вестник Казахского Национального медицинского университета. — 2018. — Вып. 3. — С. 454–457. — ISSN 2524-0684. Архивировано 10 августа 2021 года.
9. 1 2  Шаповалов В.м, Дулаев А.к, Шулев Ю.а, Орлов В.п, Надулич К.а. Ортопедические аспекты хирургического лечения больных дегенеративно-дистрофическими заболеваниями пояснично-крестцового отдела позвоночника // Хирургия позвоночника. — 2005. — Вып. 3. — С. 61–70. — ISSN 1810-8997. Архивировано 11 августа 2021 года.